# Miroslav Dolenec Dravski
Miroslav Dolenec Dravski (Novo Virje, 1937. – Zagreb, 1995.) – književnik i novinar
Rođen je 26. ili 27. veljače 1937. u Novom Virju, u poljoprivrednoj obitelji s petero djece. Proveo je djetinjstvo u selu pokraj Drave, koje je s jedne strane ceste bilo Medvedička, a s jedne Molve Grede.
Od 1949. živi u Zagrebu, a počinje objavljivati 1963. u Republici, Telegramu, Oku, Kulturnom radniku, Podravskom zborniku, Podravskoj grudi, Večernjem listu, Vjesniku, Hrvatskom tjedniku, Gospodarskom listu... Objavio je više od 2 000 pjesama, novela, lirske proze, humoreski, eseja, aforizama, epigrama, basni, pripovijetki, radijskih i TV drama te filmskih scenarija. Bio je suradnik gotovo svih radiopostaja u Hrvatskoj i Televizije Zagreb – Hrvatske televizije. Poezijom i kraćim prozama surađuje u dječjim listovima i časopisima (Modra lasta, Smib, Radost, Maslačak). Tematikom je pretežno vezan za rodnu Podravinu. Objavljuje i književne kritike, eseje i osvrte. Uredio je niz monografija o raznim temama.
Također istražuje i bilježi narodno blago hrvatskih kajkavskih krajeva, etnografsko-folklorno i književno-jezično.
Za zbirku dijalektalne poezije Zagovor zemlji dobio je državnu Nagradu "Grigor Vitez" 1992. godine, za najuspješnije književno ostvarenje za djecu.
Umro je 1995. godine u Zagrebu, a pokopan je u Novom Virju.